# Angelo Majorana-Calatabiano

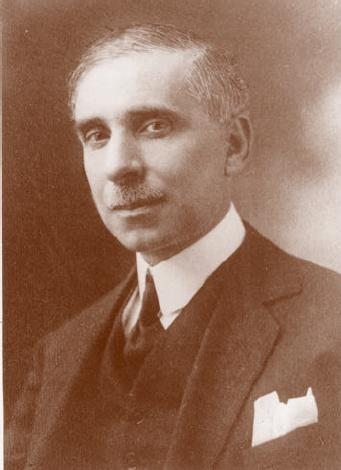
Angelo Majorana-Calatabiano

Angelo Majorana-Calatabiano, född 4 december 1865 i Catania, död där 9 februari 1910, var en italiensk jurist och politiker. Han var son till Salvatore Majorana-Calatabiano och farbror till Ettore Majorana.
Majorana-Calatabiano blev vid blott 20 års ålder professor i rätts- och statsvetenskap vid universitetet i Catania, utövade flitig juridisk författarverksamhet, blev 1897 deputerad, anslöt sig till yttersta vänstern, var från 1903 understatssekreterare för finansärenden i Giovanni Giolittis och därpå mars till december 1905 finansminister i Alessandro Fortis ministär, inträdde maj 1906 som skattkammarminister i Giolittis nya ministär, men tvingades i maj 1907 av sjukdom avbryta sin lovande politiska bana.